# ITパスポート試験
ITパスポート試験（ITパスポートしけん、Information Technology Passport Examination、略称：iパス）は、情報処理の促進に関する法律第29条第1項の規定に基づき経済産業大臣が実施する情報処理技術者試験の一区分である国家試験。
対象者像は「職業人が共通に備えておくべき情報技術に関する基礎的な知識をもち、情報技術に携わる業務に就くか、担当業務に対して情報技術を活用していこうとする者」。
2009年春期試験から開始された。試験の実施に関する事務（試験事務）は、独立行政法人情報処理推進機構 IT人材育成センター国家資格・試験部が行っている。
2007年12月に発表された新試験制度のスキルレベル1（スキルレベルは1～4が設定されていて、その中で最も簡単な試験）に相当するとされていたが、試験内容の変化によりITスキル標準（ITSS）に含まれない出題内容（ビッグデータ、IoT等）が強化されたことなどから、2018年の改訂で本試験はITSSの枠組みから外された。

## 概要
ITパスポート試験は、初級システムアドミニストレータ試験（以下初級シスアド）の後継試験として捉えられることもある。しかし、対象は「職業人が共通に備えておくべき情報技術に関する基礎的な知識をもち、情報技術に携わる業務に就くか、担当業務に対して情報技術を活用していこうとする者」であり、その性質上、初級シスアドと比べて難易度は低くなっている。
ITパスポート試験は初級シスアド試験の一部を承継し、初級シスアドは2009年春期試験をもって廃止された。初級シスアドはITパスポート試験のレベルを包含し、合格者はITパスポート試験の合格レベルに達しているとされている。初級シスアドの試験内容については当資格と、スキルレベル2に位置づけられた基本情報技術者試験（FE）に吸収された。
ただし、後述するように試験内容がテクノロジ系の問題だけでなくマネジメント系の問題と、ストラテジ系の問題も多くIT系の試験ではあるものの商業知識も求められている。
いわゆる「社会人経験の有無」がマネジメント系問題とストラテジ系問題の正答率に関係している。また、他のIT系資格と比較して非IT系企業出身者の比率が高いのも特徴である。IT系企業でもITパスポート試験を推奨しているものの、実務としてはプログラム言語やテクノロジに関して理解度を測るには判断材料として乏しいため、評価の判断材料には基本情報技術者試験（FE）以上を用いるケースが多い。反面、非IT系企業ではマネジメントやストラテジの理解度と、IT系企業の人材ほどではないもののITパスポート試験でコンピュータシステムやサーバに関する知識などの理解度を測る判断材料になっているケースもある。そのため、金融庁や佐賀県など、職員にITパスポート試験を推奨している公共機関もある。民間企業では金融業界からの受験が増加しているとされる。
事務系の職種を目指している人にとっては、日商簿記検定や秘書検定、MOSなどと共にオススメの資格と言われることもある。また、一部の大学ではITパスポート試験の対策講座が用意されている場合がある。
受験に関しては老若男女問わず幅広く対象としている。試験申請に際し、年齢や実務経歴等による受験制限はない。2021年現在、合格者は最年少が8歳、最年長が86歳である。
2011年11月25日より国家試験では初めてComputer Based Testing（CBT）方式が採用され、試験は全国101会場で随時行われる。また、実施日時は会場ごとに異なる。ただし、身体の不自由によりCBT方式の試験を受験できない受験者については引き続き年2回筆記方式等によりITパスポート試験を実施する。それに先立ち、2011年1月17日から2011年3月27日までCBT方式のリハーサル試験が行われた。リハーサル試験では合否判定は行わず試験結果は得点のみ表示した。
2011年度の秋期試験までは基本情報技術者試験（FE）や応用情報技術者試験（AP）などと同日の4月第3日曜（春期試験）と10月第3日曜（秋期試験）の2回行われ、大学や専門学校校舎といった他の情報処理技術者試験と同じ会場で筆記試験形式で行われていた。2012年度以降は特別措置として、身体の不自由等によりCBT試験会場で受験できない人を対象として、筆記試験形式が同じ日程・全国の試験会場で行われている（身体障害者手帳または医師の診断書提出が必須）。
本試験は情報検定（J検）やICTプロフィシエンシー検定試験（P検）などと並び、入門編の情報処理の試験と位置付けられているが、世間での認知度は国家資格である本試験が最も高い。

## 出題範囲
出題範囲は上位区分の基本情報技術者試験（スキルレベル2）や応用情報技術者試験（スキルレベル3）とほぼ同じであるが、ITパスポート試験では基本情報や応用情報の内容をより浅く基礎的にしたものが出題される。また、ITパスポート試験では基本情報や応用情報に比べて、ストラテジ系の出題が多くなっている（基本情報や応用情報は技術者向けの試験であるのに対し、ITパスポート試験は利用者向けの試験であるため）。
2019年4月の試験からは、第4次産業革命に対応して、AI、ビッグデータ、IoTなど新技術の利活用や新技術を構成する技術要素に関連する出題が強化された（iパス4.0）。
2021年4月の試験からは、政府の「統合イノベーション戦略2020」に基づき、各学校が教育プログラムを編成するに当たって参考にする「数理・データサイエンス・AI（リテラシーレベル）モデルカリキュラム」に対応して、数理・データサイエンス・AIに関する出題が強化された（iパス5.0）。
2022年4月の試験からは、政府の「AI戦略2021」に基づき、高等学校の共通必履修科目「情報Ⅰ」の新設を踏まえ、プログラミング的思考力、情報デザイン、データ利活用に関する出題が強化・追加されることが発表された（iパス6.0）。また、iパス6.0から、プログラミング的思考力を問う擬似言語を用いた出題が追加される。
※出題範囲の詳細については、

### テクノロジ系
基礎理論（情報理論）
- 情報理論
- 計算機科学に関する基礎理論
- アルゴリズムとプログラミング

コンピュータシステム
- コンピュータ構成要素
- システム構成要素（システムアーキテクチャ）
- ソフトウェア
- ハードウェア

技術要素
- ヒューマンインタフェース
- マルチメディア
- データベース
- ネットワーク
- セキュリティ

### マネジメント系
プロジェクトマネジメント
- プロジェクトマネジメント

サービスマネジメント
- サービスマネジメント
- システム監査

開発技術
- システム開発技術
- ソフトウェア開発管理技術

※「開発技術」は基本情報技術者試験ではテクノロジ系として出題されるが、ITパスポート試験ではマネジメント系として出題される。

### ストラテジ系
システム戦略
- システム戦略
- システム企画

経営戦略
- 経営戦略マネジメント
- 技術戦略マネジメント
- ビジネスインダストリ（産業）

企業と法務
- 企業活動
- 法務

## 試験内容
試験は多肢選択式（四肢択一）で、2016年3月より100問を120分で解答する。IRT（項目応答理論）方式により1,000点満点で採点。他の試験区分にある記述式・事例解析（論述式）といった午後試験はない。問題の内訳及び問題数は次のとおりである。総合評価の満点の60%(600/1,000)以上、かつ、ストラテジ系、マネジメント系、テクノロジ系の各分野別評価の満点の30%(300/1,000)以上の両方を満たした場合に合格となる。
出題される設問数は100問あるが、うち8問はダミー問題であり、この8問の正誤はスコアには反映されない。ダミー問題は以後に行われる試験のための出題評価に用いられる。総合評価は92問で、分野別評価はストラテジ系32問、マネジメント系18問、テクノロジ系42問で行われる。
- 内訳[注 8]
  - 小問形式100問（1問につき1設問）
- 設問数[注 9][注 10]
  - ストラテジ系（経営全般）35問程度
  - マネジメント系（IT管理）20問程度
  - テクノロジ系（IT技術）45問程度

なお、 出題した試験問題から、情報処理技術者試験（筆記試験）の問題掲載日（4月及び10月の試験日（令和3年度からは4月の試験日））に合わせて、100問が公開される。

## 試験データ
1回目から6回目までは他の情報資格同様に、春・秋の年2回試験を行っていた。2011年11月以降、試験はCBT方式で随時行われている(特別措置を除く)。
| 回数  | 試験時期       | 応募者数 | 受験者数 | 合格者数 | 合格率 | 難易度補正 | 備考 |
| ----- | -------------- | -------- | -------- | -------- | ------ | ---------- | --- |
| 第1回 | 2009年春期試験 | 46,845名 | 39,131名 | 28,540名 | 72.9%  | なし       | |
| 第2回 | 2009年秋期試験 | 71,856名 | 61,313名 | 31,080名 | 50.7%  | あり       | 春試験と比べ問題の極端な難化が見られ、当初は合格率が30%ほどになってしまったために急遽受験者に最大80点（ストラテジ最大40点、マネジメント最大30点、テクノロジ最大10点）を加算するという難易度補正が施された。そのため合格率が50.7%に上がった |
| 第3回 | 2010年春期試験 | 63,680名 | 52,299名 | 22,098名 | 42.3%  | なし       | |
| 第4回 | 2010年秋期試験 | 71,574名 | 60,056名 | 31,161名 | 51.9%  | なし       | |
| 第5回 | 2011年特別試験 | 61,984名 | 48,482名 | 21,714名 | 44.8%  | なし       | 東日本大震災の影響で春期試験は2ヶ月延期された |
| 第6回 | 2011年秋期試験 | 55,569名 | 46,545名 | 28,503名 | 61.2%  | なし       | |

CBT方式移行後
| 年度 | 実施月   | 4月   | 5月   | 6月   | 7月   | 8月   | 9月   | 10月  | 11月  | 12月  | 1月   | 2月   | 3月    | 年度計           | 前年比  |
| ---- | -------- | ----- | ----- | ----- | ----- | ----- | ----- | ----- | ----- | ----- | ----- | ----- | ------ | ---------------- | ------- |
| 2011 | 応募者数 | -     | -     | -     | -     | -     | -     | -     | 1,011 | 2,884 | 2,454 | 3,602 | 7,113  | 17,064 (134,617) | -637    |
| 2011 | 受験者数 | -     | -     | -     | -     | -     | -     | -     | 921   | 2,593 | 2,195 | 3,287 | 6,474  | 15,470 (110,497) | -1,858  |
| 2011 | 合格者数 | -     | -     | -     | -     | -     | -     | -     | 519   | 1,086 | 928   | 1,413 | 2,343  | 6,289 (56,506)   | +3,247  |
| 2011 | 合格率   | -     | -     | -     | -     | -     | -     | -     | 56.4% | 41.9% | 42.3% | 43.0% | 36.2%  | 40.7% (51.1%)    | +3.7%   |
| 2012 | 応募者数 | 6,758 | 3,775 | 4,245 | 4,797 | 4,984 | 6,319 | 7,815 | 5,739 | 6,427 | 4,299 | 5,305 | 8,520  | 68,983           | -65,634 |
| 2012 | 受験者数 | 6,061 | 3,366 | 3,922 | 4,444 | 4,580 | 5,789 | 7,217 | 5,251 | 5,809 | 3,866 | 4,837 | 7,706  | 62,848           | -47,649 |
| 2012 | 合格者数 | 1,773 | 1,353 | 1,554 | 1,580 | 1,750 | 2,434 | 2,722 | 2,052 | 2,488 | 1,957 | 2,467 | 3,666  | 25,796           | -30,710 |
| 2012 | 合格率   | 29.3% | 40.2% | 39.6% | 35.6% | 38.2% | 42.0% | 37.7% | 39.1% | 42.8% | 50.6% | 51.0% | 47.6%  | 41.0%            | -10.1%  |
| 2013 | 応募者数 | 5,800 | 3,886 | 4,506 | 4,971 | 6,591 | 7,115 | 6,976 | 5,799 | 6,876 | 5,242 | 6,503 | 10,126 | 74,391           | +5,408  |
| 2013 | 受験者数 | 5,229 | 3,487 | 4,124 | 4,536 | 6,070 | 6,436 | 6,316 | 5,235 | 6,273 | 4,724 | 5,820 | 9,076  | 67,326           | +4,478  |
| 2013 | 合格者数 | 2,334 | 1,959 | 2,273 | 2,204 | 2,833 | 3,255 | 2,784 | 2,378 | 2,766 | 2,208 | 2,804 | 4,266  | 32,064           | +6,268  |
| 2013 | 合格率   | 44.6% | 56.2% | 55.1% | 48.6% | 46.7% | 50.6% | 44.1% | 45.4% | 44.1% | 46.7% | 48.2% | 47.0%  | 47.6%            | +6.6%   |
| 2014 | 応募者数 | 5,560 | 4,537 | 5,158 | 5,646 | 6,441 | 6,554 | 6,079 | 6,130 | 6,761 | 6,054 | 7,852 | 11,948 | 78,720           | +4,329  |
| 2014 | 受験者数 | 5,019 | 4,125 | 4,694 | 5,205 | 5,874 | 5,965 | 5,596 | 5,550 | 6,088 | 5,439 | 7,136 | 10,773 | 71,464           | +4,138  |
| 2014 | 合格者数 | 2,286 | 2,238 | 2,413 | 2,534 | 2,882 | 3,035 | 2,586 | 2,667 | 2,876 | 2,611 | 3,380 | 4,707  | 34,215           | +2,151  |
| 2014 | 合格率   | 45.5% | 54.3% | 51.4% | 48.7% | 49.1% | 50.9% | 46.2% | 48.1% | 47.2% | 48.0% | 47.4% | 43.7%  | 47.9%            | +0.3%   |
| 2015 | 応募者数 | 5,450 | 5,028 | 5,727 | 5,752 | 6,987 | 6,752 | 5,724 | 5,867 | 6,710 | 7,073 | 8,129 | 11,750 | 80,949           | +2,229  |
| 2015 | 受験者数 | 4,858 | 4,502 | 5,209 | 5,237 | 6,333 | 6,020 | 5,194 | 5,330 | 6,070 | 6,319 | 7,358 | 10,755 | 73,185           | +1,721  |
| 2015 | 合格者数 | 2,263 | 2,373 | 2,727 | 2,537 | 2,943 | 3,005 | 2,453 | 2,558 | 2,742 | 2,916 | 3,445 | 4,733  | 34,696           | +481    |
| 2015 | 合格率   | 46.6% | 52.7% | 52.4% | 48.4% | 46.5% | 49.9% | 47.2% | 48.0% | 45.2% | 46.1% | 46.8% | 44.0%  | 47.4%            | -0.5%   |

(2011年度における「年度計」の( )内の数値はPBT試験との合計)
平成30年度統計情報に基づくデータでは、応募者の59%が社会人、41%が学生となっている。社会人では非IT系企業が57%、IT系企業が43%。合格率で見ると、社会人が61.5%、大学生が45.7%であった。
2020年度（令和2年度）の年間応募者数は、新型コロナウイルスによる緊急事態宣言により令和2年4月度、5月度は試験を中止ししているにもかかわらず、過去最多の146,971人に上り、2021年（令和3年）3月度応募者数は22,197人と、月別の応募者数では初となる2万人を突破した。その後も、2022年（令和4年）3月度 44,790人、年間でも2022年度（令和4年度）に253,159人となるなど、増加し続けている。

## 合格者の特典
- 高等学校、大学（学部および大学院）、短期大学等では、入学試験での優遇[17]や、入学後の単位認定[18][19]の対象となることがある[20]。
- 国家公務員および地方公務員の採用条件[注 12]。
- 750点以上獲得して合格した者は、ITコーディネータ（ITC）試験の選択科目の受験が免除される[22]。（750点未満は対象外）
- 工業高等学校のジュニアマイスター顕彰制度では、ITパスポート試験の合格者には12ポイントが付与される[23]。
- 日本の民間企業の中には、試験に合格した従業員に資格手当を支給する企業も存在する。

## 宣伝
試験開始前には広告に堀北真希を起用した。その後、2009年秋・多部未華子、2010年春・加藤ゆり、2010年秋・津山祐子が起用された。2011年春試験よりタレントの起用はなく、ビジネスの現場をイメージしたイラストが用いられていた。さらに、2014年度からは、公募で決定された公式キャラクター『上峰亜衣』を起用して、全国の学校、企業、書店、団体など約24,000箇所に配布するポスター・パンフレットや、Webサイト等のさまざまな媒体で、試験の周知・普及活動を行った。

### キャッチコピー
- 2009年春 - 新試験制度開始
- 2009年秋 - 未来へのパスポート、とりにいきます。
- 2010年春 - がんばれ、未来。キャリアアップに、IT力。
- 2010年秋 - これからの社会で戦うには、確かな武器がいる。
- 2011年春 - あなたのIT力を、国が証明します。
- 2011年秋 - 仕事につながる国家試験。
- 2012年春 - その手に、国が認めるIT力を。
- 2012年秋以降 - 仕事につながる、就職に活きる。

また、「iパス」という愛称およびロゴマークが制定され、2013年3月1日に発表された。
- 2013年度 - ITの世界へ羽ばたく未来（ミク）[27]
- 2014年度～2017年度 - 日本の元気をiパスで！！[28][29][30][31]
- 2018年度 - 広がるITフィールド、活躍の場は無限大。[32]
- 2019年度 - 第4次産業革命に対応（iパス4.0）[33]
- 2020年度～2023年度 - 令和の時代の「あたりまえ」[34][35][36][37]

### キャンペーン
2013年4月1日から同年4月30日まで、「ITの世界へ羽ばたく未来（ミク）」をテーマにした初音ミクのイラストコンテストが行われた。2013年8月から2013年12月の間（2014年1月7日に配布期間を同年3月末日まで延長することが発表された）、最優秀作品が印刷されたクリアファイルがITパスポート試験を受験した記念品として、試験会場で受験者に配布された。
pixivで、「日本の元気を、iパスで！」をテーマにITパスポート試験の公式キャラクターを募集するイラストコンテストを開催、2014年1月14日から同年2月10日まで募集した。2014年2月21日から3月21日にかけて候補10作品による決選投票が行われ、将兵氏の上峰亜衣が最優秀賞に選出された。